# Antigues Escoles (Portbou)
Les Antigues Escoles és un centre educatiu de Portbou (Alt Empordà). L'edifici és una obra modernista inclosa a l'Inventari del Patrimoni Arquitectònic de Catalunya.

## Descripció
Edifici de planta baixa i dos pisos envoltat de jardí, i clos per una tanca d'obra i forja, amb pilars d'obra coronats per escates de ceràmica vidriada. A la façana principal trobem porta d'entrada amb un arc curvilini a la planta baixa, un balcó corregut amb dues obertures també d'arc curvilini al primer pis i un òcul decorat al segon. La coberta és plana amb barana d'obra envoltant la terrassa, amb decoracions florals dins de semicercles.Decoracions ceràmiques i en guix a diversos punts de la façana. Les diferents obertures de la façana són en arcs conopials, emmarcada amb una motllura de gran amplada.